# Moghreberia nmachouensis
Moghreberia nmachouensis è un terapside estinto appartenente ai dicinodonti. Visse nel Triassico superiore (Carnico, circa 235 - 230 milioni di anni fa) e i suoi resti fossili sono stati ritrovati in Africa (Marocco). 

## Descrizione
Questo animale è noto principalmente per un grosso cranio, ritrovato nel bacino di Argana (Marocco) in strati del Carnico. Il cranio è molto alto e profondo, a causa dell'elevata regione posteriore, dovuta alla presenza di un'alta cresta sagittale; quest'ultima doveva essere un notevole punto d'ancoraggio per possenti muscoli masticatori. Moghreberia, come la maggior parte dei dicinodonti, possedeva un becco corneo e due denti simili a zanne nella mascella superiore, diretti leggermente in avanti e verso il basso. Dal raffronto con animali simili (ad esempio Stahleckeria), si suppone che Moghreberia fosse dotato di un corpo possente sorretto da quattro arti estremamente robusti, tenuti in posizione quasi verticale. Le dimensioni del cranio fanno supporre che questo animale fosse lungo almeno 2,5 metri.

## Classificazione
I fossili di questo animale vennero inizialmente ritrovati in strati di arenaria e di argille rosse nella zona di Marrakech, nel bacino di Argana (Marocco), e vennero descritti da Dutuit nel 1980. Inizialmente venne descritto un cranio, successivamente vennero attribuiti a questo animale altri fossili dalla medesima zona, tra cui frammenti di mascelle e mandibole e crani parziali e disarticolati. 
Moghreberia è considerato un rappresentante specializzato dei dicinodonti, un gruppo di terapsidi erbivori diffusi tra il Permiano e il Triassico. Moghreberia mostra alcune somiglianze con il ben noto Kannemeyeria, leggermente più antico, ma i suoi più stretti parenti dovevano essere Stahleckeria e Placerias (l'ultimo dicinodonte noto).

## Paleobiologia

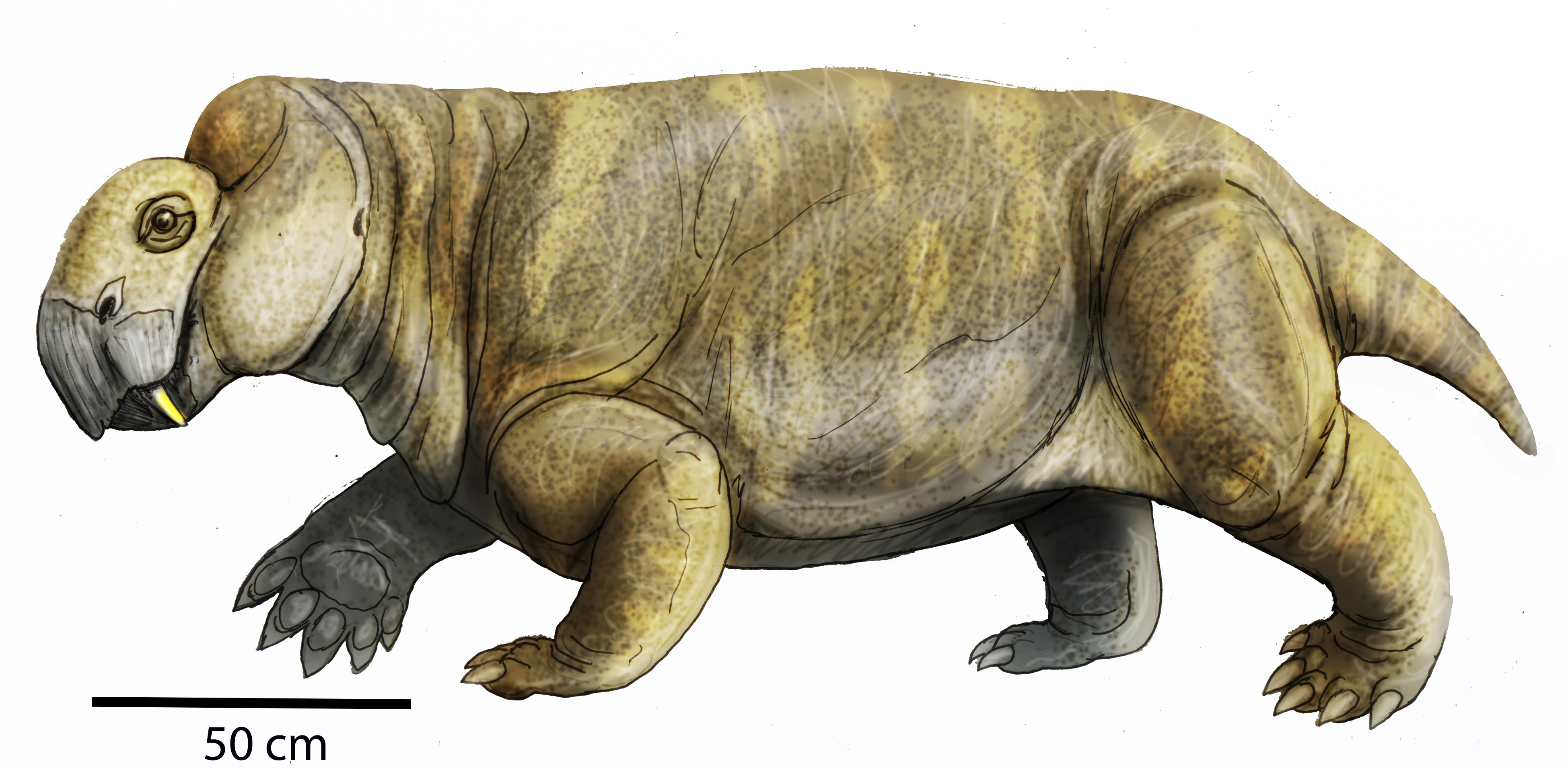
Ricostruzione di Moghreberia nmachouensis

Uno studio del 2017 riguardante l'istologia delle ossa di Moghreberia indica che in questo animale il tasso di crescita ossea era più ridotto rispetto a quello di altri dicinodonti, come Lystrosaurus e Oudenodon; ciò indicherebbe  che il dispendio energetico dell'animale a riposo era inferiore rispetto a quello degli altri dicinodonti (Olivier et al., 2017).